# محمدرضا تابش
محمدرضا تابش (زاده ۵ مهر ۱۳۳۷ اردکان) سیاستمدار ایرانی و نمایندهٔ حوزه انتخابیه اردکان در دوره‌های ششم تا دهم مجلس شورای اسلامی بوده‌است. وی سابقه قائم‌مقامی دفتر رئیس‌جمهور، عضویت در شورای پول و اعتبار و ریاست فراکسیون اقلیت مجلس هفتم را نیز در کارنامه خود دارد. تابش خواهرزادەی سید محمد خاتمی است.
او در ۱۷ اسفند ۱۳۹۲ از سوی حسن روحانی، رئیس‌جمهور وقت، عضو شورای عالی محیط زیست شد؛ از او به عنوان یکی از نمایندگان جناح معتدل و از مشهورترین افراد در توسعه اقتصادی اردکان که یکی از قطب‌های صنعتی ایران است یاد می‌شود.

## زندگی
محمدرضا تابش در تاریخ ۵ مهرماه سال ۱۳۳۷ در شهر اردکان یزد به دنیا آمد. دوره‌های ابتدایی و متوسطه را در مدارس اردکان و یزد سپری کرد و پس از آن در رشته منابع طبیعی دانشگاه تهران ادامه تحصیل داد.

### فعالیت سیاسی
با انتخاب محمد خاتمی به عنوان رئیس‌جمهور ایران، محمدرضا تابش به عنوان قائم مقام رئیس دفتر رئیس‌جمهور آغاز به کار کرد. وی پنج دوره متوالی و هر بار با رای بالا به عنوان نماینده مردم اردکان، وارد مجلس شد. تابش از اصلاح طلبان معتدل است که در بین برخی گروه‌های مردم و جناح‌های سیاسی دارای مقبولیت است.

## مسئولیت‌های اجرائی
- قائم مقام رئیس دفتر رئیس‌جمهور.
- عضو شورای آمایش سرزمین با حکم رئیس‌جمهور
- عضو هیئت امنای دانشگاه علم و صنعت ایران
- عضو هیئت امنای دانشگاه علوم پزشکی یزد
- عضو هیئت امنای دانشگاه یزد
- مشارکت در اجرای پروژه‌های جهاد سازندگی در سطح شهر و روستاهای تابعه.
- مشارکت و تأسیس اولین صندوق قرض الحسنه و مؤسسات عام‌المنفعه و خیریه اردکان.
- عضویت در هیئت امناء مراکز آموزش عالی شهرستان اردکان و راه‌اندازی آن‌ها.
- مسئولیت پروژه کارخانه ریسندگی و بافندگی سید الشهداء تا زمان نصب ماشین‌آلات.
- مسئولیت‌های مختلف در جهاد سازندگی و وزارت کشور.
- عضو هیئت مدیره سازمان پارک‌ها و فضای سبز شهر تهران.
- رئیس فدراسیون سوارکاری ایران.

### مسئولیت‌های محوله در مجلس
- عضویت در هیئت رئیسه مجلس شورای اسلامی طول چهار سال نمایندگی در دوره ششم مجلس
- عضویت در کمیسیون تلفیق (کمیسیون اصلی رسیدگی به بودجه).
- نایب رئیس کمیسیون ویژه طرح هدفمندسازی یارانه‌ها
- عضویت در شورای اجرایی گروه بین المجالس.
- دبیرکل بین المجالس آسیا و اقیانوسیه
- مسئولیت کمیته اقتصادی، فنی و عمرانی کمیسیون اصل ۹۰.
- عضویت در کمیته حقوق بشر کمیسیون اصل ۹۰.
- رئیس فراکسیون محیط زیست و توسعه پایدار مجلس.
- رئیس فراکسیون ورزش.
- عضو شورای پول و اعتبار.
- عضو کمیته انتظامی بانک‌ها.
- عضو هیئت رئیسه فراکسیون دانشگاهیان مجلس.
- عضو هیئت رئیسه فراکسیون کارگری مجلس.